# Jamie Macdonald
Pour les articles homonymes, voir Macdonald.
Jamie MacDonald, née le 22 décembre 1994 à Kitimat, est une patineuse de vitesse sur piste courte canadienne.

## Biographie
Elle commence le short-track sur recommandation de ses voisins en 2000, au club de Fort St. James, en Colombie-Britannique. Dans sa région, le niveau n'est pas très haut, et elle est généralement la seule patineuse de la province à participer aux compétitions nationales. À 16 ans, en 2011, elle déménage à Calgary pour y rejoindre une équipe de meilleur niveau. En 2013, elle participe à son premier événement international, l'Universiade d'hiver de 2013. En 2014, elle intègre l'équipe Espoir.
Elle étudie à l'université Athabasca, en Alberta, puis déménage à Montréal au sein de l'équipe nationale.
Son héroïne est Marie-Eve Drolet pour sa persévérance et sa motivation en short-track, ainsi que son optimisme. Elle voudrait devenir institutrice.

## Carrière

### Débuts internationaux
En 2015-2016, elle participe à son premier circuit de Coupe du monde. Elle gagne le bronze au 1 000 mètres à la Coupe du monde à Dordrecht.
En 2016-2017, à une manche de la coupe du monde à Calgary, elle prend la deuxième place au 500 mètres. À Dresde, elle prend le bronze. Elle gagne aussi trois médailles de relais pendant la saison.

### Jeux olympiques de Pyeongchang
En 2017, elle arrive deuxième aux sélections nationales pour les Jeux olympiques d'hiver de 2018.
À la première manche de la Coupe du monde, à Budapest, elle arrive huitième au 1 500 mètres et sixième au 500 mètres. Au relais, elle fait partie de l'équipe qui obtient la médaille d'argent, avec Valérie Maltais, Kasandra Bradette et Marianne St-Gelais.
À la deuxième manche de la Coupe du monde, en octobre 2017 à Dordrecht, elle arrive sixième au 1 500 mètres et treizième au 500 mètres. Au relais, son équipe arrive en troisième position.
À la troisième et avant-dernière manche de la Coupe du monde, en novembre 2017 à Shanghai, elle arrive huitième au 1 500 mètres et dixième au 500 mètres. Elle ne participe pas au 1 000 mètres. Son équipe de relais arrive quatrième au classement général, après une disqualification en Finale A. L'équipe est constituée d'elle, de Kim Boutin, de Marianne St-Gelais et de Kasandra Bradette.